# Oratorio di San Michele (Padova)
L'oratorio di San Michele è quanto rimane dell'antica Chiesa dei Santi Arcangeli; il nome originale dei Santi Arcangeli, convertito in San Michele, risente del passaggio attraverso l'epoca longobarda in cui San Michele viene proclamato patrono d'Italia dopo la vittoria dei Longobardi sui Bizantini. L'oratorio ospita al suo interno una cappella, completamente affrescata da Jacopo da Verona, il cui ciclo pittorico ruota attorno alla vita della Vergine. Dal 2021 è inclusa dall'UNESCO tra i patrimoni dell'umanità nel sito dei cicli di affreschi del XIV secolo di Padova.

## Storia

### L’edificio e le sue origini
L'oratorio di San Michele sorge vicino alla Torlonga del Castello Carrarese fuori dalle mura più antiche della città. Viene edificato nel 1397 sulle rovine della Chiesa dei Santi Arcangeli, danneggiata nel 1390 da un incendio scatenato dagli scontri tra Carraresi e Visconti durante la presa della città di Padova da parte di Francesco II Novello da Carrara. Dopo l’accaduto la famiglia de Bovi decise di costruire una cappella dedicata alla Beata Vergine Maria aprendo un varco nella navata settentrionale della Chiesa. Mediante un’iscrizione su una lapide, collocata sul muro interno, di fronte all’ingresso della cappella, è possibile conoscere: la data di costruzione, 1397, il nome del committente, Pietro di Bartolomeo de Bovi e il nome dell’artista che affrescò la cappella, Jacopo da Verona; l’epigrafe commemorativa recita: 
HANC FIERI JUSSIT PETRUS OLIM BARTHOLOMEI
DE BOBIS GENITUS PADUANA PROPAGO CAPELLĀ
HVIC TIBI DEVOTO MISERERE PUERPERA VIRGO
AD CUIUS LAUDEM PRESENS FUIT ARA DICATA
PĒSBITĒ HUIC TEMPLO PRĒĒ NUNC ANTONIUS ALMO

### Cambiamenti attraverso i secoli
Le prime notizie sulla conservazione degli affreschi che decorano l’edificio si hanno solo nel 1792 quando venne deciso di scialbare le opere. Gli affreschi si conservarono nel loro luogo di origine solo grazie all’azione del nobile Tommaso Soranzo. Nel 1808 la struttura costruita dai de Bovi fu declassata ad Oratorio e questo causò il suo declino fino alla definitiva chiusura al pubblico nel 1815. Per la riapertura al culto, nel 1871 l’edificio subì un completo restauro con diverse modifiche architettoniche. Venne demolita parte della navata principale della Chiesa per creare una piccola abside e un giardino, venne aperto un ingresso nella cappella e rialzato e modificato il soffitto.
Gli affreschi della parte settentrionale e occidentale furono staccati e applicati su telai in legno a cavallo tra Ottocento e Novecento, solo negli anni settanta sono stati riposizionati su pannelli in alluminio da Ottorino Nonfarmale. La struttura è stata riaperta negli anni novanta e gli affreschi sono stati restaurati e riposizionati nell’Oratorio grazie a dei telai inseriti nelle pareti. Il problema principale per la conservazione degli affreschi in loco era l’umidità di risalita che è stata eliminata grazie alla collocazione di una banda termica.

### Interventi di restauro
Nel 2000, su iniziativa dell’associazione padovana “La Torlonga”, l’Oratorio viene riaperto al pubblico. La riapertura avviene in occasione della mostra “Giotto e il suo tempo”. Dati i costanti problemi di umidità l’edificio, e con esso gli incredibili affreschi all’interno, è stato oggetto di un importante restauro finanziato dalla “Fondazione Cariparo” e ciò ha comportato un’ulteriore chiusura del sito. L’intervento, che si sarebbe dovuto concludere entro il 2015, è stato terminato nel 2018 grazie ai contributi raccolti tramite la procedura di Art Bonus, sito istituito dal Ministero per i Beni e le Attività Culturali col fine di conservare il patrimonio culturale. Le donazioni hanno permesso il consolidamento della copertura dell’edificio, un lavoro di drenaggio dell’umidità, il lavaggio dei muri esterni, il rifacimento degli intonaci danneggiati e l’opera di scavo archeologico. L’Oratorio, oggi regolarmente aperto al pubblico, è stato inserito nella lista dei monumenti di “Urbs Picta”, il progetto di candidatura della città di Padova a Patrimonio Mondiale UNESCO.

## Stile pittorico
L'ambiente in cui opera Jacopo da Verona, risente a distanza di quasi un secolo di quelle ricerche di Giotto che avevano indelebilmente influenzato l'arte pittorica del Trecento. Si potrebbe a buona ragione collocare Jacopo da Verona nella scia dei pittori neogiotteschi.
Ad oggi, la sua unica opera certa è il ciclo di affreschi presente nella Cappella Bovi dell'Oratorio di San Michele a Padova, datata 1397, che è anche l'ultimo esempio di pittura ad affresco nella Padova trecentesca. 
Il giudizio degli storici su Jacopo fin dall'inizio fu altalenante tra opinioni positive e negative. Da un lato, il suo stile fu visto come mera imitazione dei grandi maestri del suo tempo; dall'altro, si è vista una sua originalità: nella sua narrazione piacevole e fluente, che sa evocare scene di origine sacra, in un contesto ambientale vicino allo spettatore del tempo; nella raffigurazione di una quotidianità di azioni; e nella resa di particolari familiari e cronachistici.

### Formazione e influenze stilistiche
Gran parte della critica ha evidenziato stretti legami con il pittore veronese Altichiero, fino al punto di pensare che Jacopo fosse stato un suo discepolo e che avessero lavorato assieme all’Oratorio di san Giorgio a Padova. Oltre ad Altichiero però, lo stile di Jacopo mostra rimandi ad altri pittori, di cui Jacopo poté ammirare le opere durante il soggiorno a Padova: essi sono il toscano, ma di formazione lombarda, Giusto de’ Menabuoi e il bolognese Jacopo Avanzi, con il quale spesso Jacopo da Verona venne confuso.
Quindi la bravura stilistica di Jacopo da Verona sembra risiedere nel condensare l’insegnamento dei grandi maestri della pittura del XIV secolo, quali Giotto, Giusto de’ Menabuoi, Altichiero e Jacopo Avanzi. Egli segna l’ultima “felice espressione figurativa del grande Trecento padovano”. Di Jacopo emergono quindi, come valori stilistici, la grande abilità nella ritrattistica e un’interpretazione narrativa, vivace e affabile della vita quotidiana.
L’aspetto più dibattuto, per un giudizio sullo stile di Jacopo, è quello relativo alla spazialità intesa nella rappresentazione prospettica di oggetti e ambienti interni e nella profondità visiva di quelli esterni.

### Spazialità e prospettiva negli affreschi dell'Oratorio
L’artista, dal punto di vista della spazialità, riprende le idee dell'Altichiero e del Menabuoi. Riferibile ad Altichiero è quindi l’idea di creare “una spazialità che investiva l’intera composizione", cioè una "dilatazione compositiva” ottenuta utilizzando strutture architettoniche per dare continuità narrativa. Ne è un esempio la scena dell’Annunciazione: gli ambienti nei quali si trovano la Vergine e l'Arcangelo sono uniti con l’interposizione di un loggiato ad archi trilobi. In questo stesso affresco, però, risalta una moltiplicazione inusuale dei punti focali tanto da rendere la scena “alterata ed instabile”. La composizione della scena richiama ancora sia l'arte di Altichiero, per l’effetto di “continuità visiva”, sia quella di Giusto de’Menabuoi, per la predilezione data alla dilatazione spaziale, ottenuta con fughe prospettiche che proiettano lo sguardo dell’osservatore verso il fondo. Ciò è ravvisabile nell'uso di corridoi o infilate di porte o scorci di stanze ai margini delle scene. E qui sta anche il limite di Jacopo: che infine pur evocando queste soluzioni prospettiche, pare più ancorato ad una conoscenza intuitiva della prospettiva e meno “aggiornato sui principi matematici e geometrici”, scoperti nell'ambito ricerche dell'università padovana. I singoli luoghi come il loggiato, il porticato, la stanza della Vergine e dell’angelo sono costruiti infatti con punti di fuga differenti. Questo si nota anche negli oggetti di arredo, i quali non si trovano sulle direttrici di uno stesso cono visivo. Pare di percepire una certa difficoltà da parte del pittore per la costruzione degli ambienti interni.
Tuttavia, questo limite si nota meno nell'edicola esagonale della Pentecoste, dove la struttura è più equilibrata e prospetticamente più corretta; e non lo si nota nemmeno nelle finte cornici che, grazie all'uso coerente della prospettiva e del chiaroscuro, sono illusionisticamente aggettanti.
Le scene della Pentecoste e dell'Ascensione richiamano lo stile di Giotto, dando l’idea per alcuni di un “limite di fantasia del pittore”, ma per altri di un apprendimento dei modelli giotteschi tale da averli assorbiti e riutilizzati in “chiave moderna”. Nella scena dell'Ascensione di Cristo si nota come la corporeità sia tipica di Giotto e crei volumetria nei corpi definendoli attraverso la tecnica del chiaroscuro e la costruzione definita nei panneggi delle vesti. Nella scena della Pentecoste, Jacopo riprende l’idea giottesca di rappresentare gli Apostoli seduti a formare un cerchio. Essi sono infatti disposti in un'edicola esagonale, aperta sui lati. Allo stesso tempo vi si scorge la conoscenza del lavoro di Giusto de’ Menabuoi, in quanto ritroviamo la volontà di dare profondità all'edificio. Sempre in questa scena, dove Jacopo è alle prese con una prospettiva centrale, c'è chi ha ravvisato una resa tecnica tuttavia impacciata sul piano prospettico, tale da rendere il finto loggiato multifocale, ossia senza un punto di fuga unificato. Nella resa prospettica emergerebbe di nuovo, quindi, "più un metodo empirico che calcolato".
Un altro limite della pittura di Jacopo è la rappresentazione dell’ambiente esterno, ove non riesce a dare spazialità e profondità alle colline dello sfondo, che anzi paiono chiudere il complesso scenico anziché aprirlo. Nella resa dei particolari naturalistici invece si denota il virtuosismo con cui elabora i dettagli e rende il più reale possibile ciò che raffigura con "stile scientifico nella rappresentazione floreale e della fauna".

#### Particolarità dello stile di Jacopo
Altre particolarità le possiamo riscontrare negli ambienti interni e nei vari oggetti. I mobili di arredo, come cassapanche, scaffali, libri, sedie, tavolini, fanno in modo di ambientare nel quotidiano un evento biblico. Si evidenzia una compenetrazione tra sacro e profano che era già da tempo presente nella pittura trecentesca; ecco perché non doveva risultare troppo anomalo raffigurare una ancella intenta nelle faccende domestiche accanto all'Annunciazione. L’Annunciazione: "mostra quella quotidianità che diventa pure essa una componente essenziale della pittura del tardo Trecento padovano". Un atteggiamento dunque più borghese e domestico, che si sostituisce alle eleganze aristocratiche che avevano caratterizzato le decorazioni delle cappelle del Santo, del Battistero, e certamente della Reggia, con il quale si spegne la grande stagione del Trecento padovano".
Nei vari oggetti rappresentati si può notare la cura e l’attenzione che Jacopo ha riposto nella loro resa naturalistica. Questo naturalismo e ricerca del vero si vede non solo negli oggetti, ma anche nell’anatomia dei corpi - grazie forse alla lezione dell’Avanzi - e nella spontaneità dei gesti e delle espressioni dei visi.
Altro esempio di dettagliata analisi per il “dato di natura”, in richiamo ancora all’Avanzi, è il cavallo imbizzarrito.
Egli, inoltre, sa “focalizzare sempre l’attenzione dello spettatore sul centro patetico delle scene” come nel “tenero abbraccio tra Maria e il Figlio in fasce” o nell’ultima scena del ciclo, i Funerali della Vergine, dove è messo in risalto il dolore provato dagli Apostoli.
Nei racconti di questi affreschi sembra scorgersi anche un legame tra Jacopo e il mondo colto padovano di fine Trecento: in quest’ambito infatti si era svolta, a partire da Giotto, una “riflessione sulle fonti artistiche antiche”. Rimandi a questo aspetto starebbero, quindi, nelle decorazioni a finti marmi dell’Oratorio (oramai quasi scomparse) e nella cura dei ritratti. Inoltre, nel corteo dei Magi, i visi sono resi con un naturalismo tale da far riconoscere, in essi, le figure di Francesco il Vecchio da Carrara e del figlio Francesco Novello da Carrara, distinguibili dal copricapo. Sia nell’Adorazione dei Magi sia nella scena dei Funerali della Vergine, i ritratti richiamano i volti del committente, Pietro de’ Bovi, e dei signori carraresi. La volontà di farsi raffigurare all’interno della scena sacra, fa presupporre un sentimento devozionale da parte del committente; d’altra parte, la compresenza di figure di personaggi storici illustri, fa dedurre una sua intenzione auto-celebrativa.
I suoi visi ci appaiono sempre di profilo, ma nonostante questo esprimono un carattere di individualità e vivacità, assieme ad una compostezza nobile.
Nell'osservare i ritratti fatti da Jacopo, può risultare un’affinità con l’arte di Altichiero e, per il suo realismo nelle figure umane, con Giotto.